# 문화류씨 유물 일괄
문화류씨 유물 일괄은 충청남도 부여군 부여읍에 있다. 2019년 12월 20일 부여군의 향토문화유산 제147호로 지정되었다.

## 지정 사유
양자입안문서는 영조 25년(1749)에 작성된 것이다. 문화류씨 25세인 ‘태영’이 후사를 두지 못함에 따라 양자 문제를 예조에 품신하였고, 예조에서 입안하여 판서-팜판-참의-정랑-좌랑의 결재를 거친 것이다. 또한 상소문은 류명의 아들 진춘, 손자 위신, 현손 명언의 효행을 조정에 알리고 정려나 증직을 하사할 것을 청한 것이다. 작성시기는 류진춘이 효종조에 정려를 받은 것으로 미루어 늦어도 효종조 이전으로 추정된다. 『문화류씨족보』는 지금으로부터 254년 전인 영조 41년(1765)에 목판 간행된 '을유보(乙酉普)'로, 고서로서 희소가치가 상당하다. 이들 자료는 역사성, 시대성의 측면에서 문화재적 가치가 적지 않다.
고문서, 고서류이기 때문에 날이 갈수록 두식이 심하고 도난과 화재의 염려가 있어 체계적인 보존 관리를 도모하고자 앞서 언급한 고문서와 함께 승경도 및 기타 고서도 부여군 향토문화유산으로 일괄 지정되었다.